# Domsten

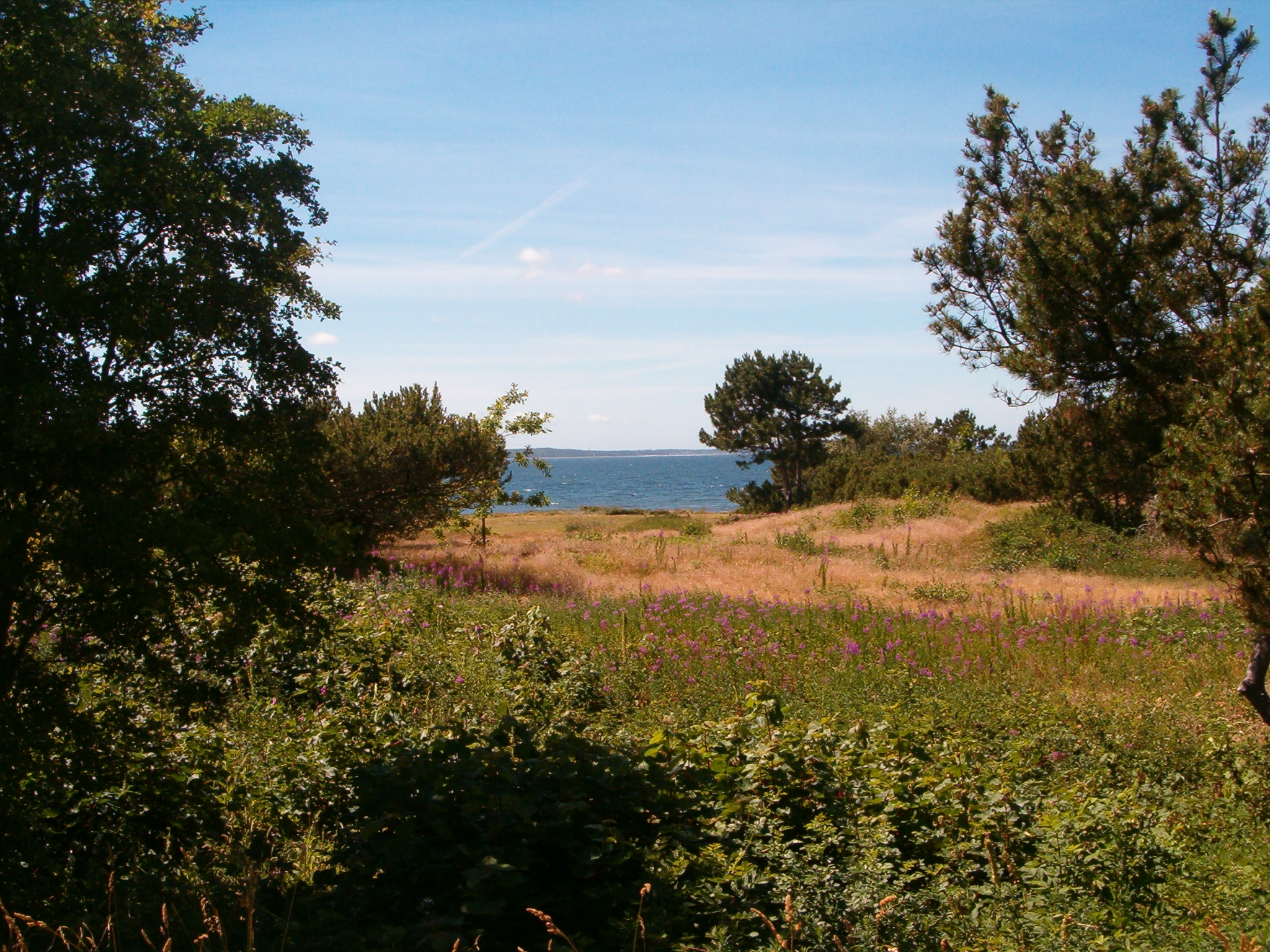
Pestkyrkogården vid Bygatan.

Domsten är en tätort med cirka 600 invånare i Helsingborgs kommun i Skåne län. Domsten är ett gammalt fiskeläge i Allerums socken, beläget längs Öresundskusten cirka 10 kilometer norr om Helsingborg. 

## Historik
Den äldsta bevarade källan för ortnamnet i skrift kommer från 1575 i samband med byggandet av slottet Kronborg i Helsingör, där tegel till bygget skeppades ut från "Dompsthenen till Krogen." Förleden Dom kan komma från den tidigare fuktmarken i nordöstra delen av byn. På gamla kartor benämns detta område Dompäng (fuktäng). Jämför tyskans dampf, ånga eller rök. Vissa hävdar att namnet hänger samman med en möjlig domarring från forntiden. Någon sådan har däremot inte kunnat påfinnas. Efterledet kan syfta på den stenrika stranden. Andra varianter av namnet har förekommit, till exempel "Dumstens hus" 1583, "Damstenns hus" i 1593 års jordebok och "Domesthien" ur 1596 års mantalslängd. Man har hittat boplatser från stenåldern i landskapet, liksom gravsättningar från  bronsåldern, men den nuvarande permanenta bebyggelsen härstammar med största trolighet från 1500-talet.
Orten drabbades hårt under pesten våren 1711, som trots stora insatser spred sig till flera av samhällena norr om Helsingborg. Domsten kom under lång tid att isoleras helt från omvärlden då vägarna till Helsingborgstrakten bevakades av militär. De som avled av farsoten begravdes i en pestkyrkogård, som idag kan ses som en strandäng på Bygatans västra sida. Bebyggelsen vid 1800-talets slut var koncentrerad till den nuvarande norra delen av orten då Kulla Gunnarstorps gods ägde marken som gränsade till orten i söder. I 1877 års mantalslängd kan man läsa att orten vid denna tid bestod av 21 fiskare och 12 fiskebåtar. Domsten började på 1920-talet expandera söderut i och med att man kunde friköpa flera hus från Kulla Gunnarstorp och det är från denna tid som den största delen av Domstens nuvarande bebyggelse finns bevarad. På 1930- och 1940-talen tillkom flera sommarhus i ortens södra del, som så småningom ersattes av åretruntbostäder.

### Befolkningsutveckling
| Befolkningsutvecklingen i Domsten 1960–2020 | Befolkningsutvecklingen i Domsten 1960–2020 | Befolkningsutvecklingen i Domsten 1960–2020 | Befolkningsutvecklingen i Domsten 1960–2020 | Befolkningsutvecklingen i Domsten 1960–2020 |
| ------------------------------------------- | ------------------------------------------- | ------------------------------------------- | ------------------------------------------- | ------------------------------------------- |
|                                             |                                             |                                             |                                             |                                             |
| År                                          |                                             |                                             | Folkmängd                                   | Areal (ha)                                  |
| 1960                                        | 1960                                        |                                             | 251                                         |                                             |
| 1965                                        | 1965                                        |                                             | 285                                         |                                             |
| 1970                                        | 1970                                        |                                             | 323                                         |                                             |
| 1975                                        | 1975                                        |                                             | 344                                         |                                             |
| 1980                                        | 1980                                        |                                             | 418                                         |                                             |
| 1990                                        | 1990                                        |                                             | 443                                         | 40                                          |
| 1995                                        | 1995                                        |                                             | 489                                         | 40                                          |
| 2000                                        | 2000                                        |                                             | 544                                         | 40                                          |
| 2005                                        | 2005                                        |                                             | 566                                         | 40                                          |
| 2010                                        | 2010                                        |                                             | 617                                         | 42                                          |
| 2015                                        | 2015                                        |                                             | 625                                         | 49                                          |
| 2020                                        | 2020                                        |                                             | 611                                         | 50                                          |
|                                             |                                             |                                             |                                             |                                             |

## Samhället
Samhället ligger utsträckt längs huvudgatan Bygatan mellan stranden och landborgsryggen inåt land. Det är ett utpräglat kustsamhälle med egen småbåtshamn och från Bygatan går flera tvärgator som ger utblickar mot Öresund. Det finns flera bevarade korsvirkeshus, särskilt i ortens norra del. 
Landskapet kring Domsten domineras av ett välbevarat jordbrukslandskap med inslag av skogspartier, bland annat tallskogar i norr och i söder. Norr om orten finns Domsten-Viken naturreservat som är ett Natura 2000-område vid Grå läge, Christinelunds ädellövskog, och i öster och söder finns Kulla Gunnarstorp naturreservat. Skola och livsmedelsbutik finns i Hittarp-Laröd och i Viken.

## Personer från orten
Skådespelaren Nils Poppe levde under en lång tid, fram till sin död, i Domsten under sin tid som teaterchef för Fredriksdals friluftsteater. Konstnären och glasformgivaren Bengt Orup bodde och verkade i Domsten från 1941 till sin död 1996. Konstnären och designern Stig Lindberg hade också sin sommarbostad och ateljé i Domsten från 1959 fram till sin död 1982.

## Bildgalleri

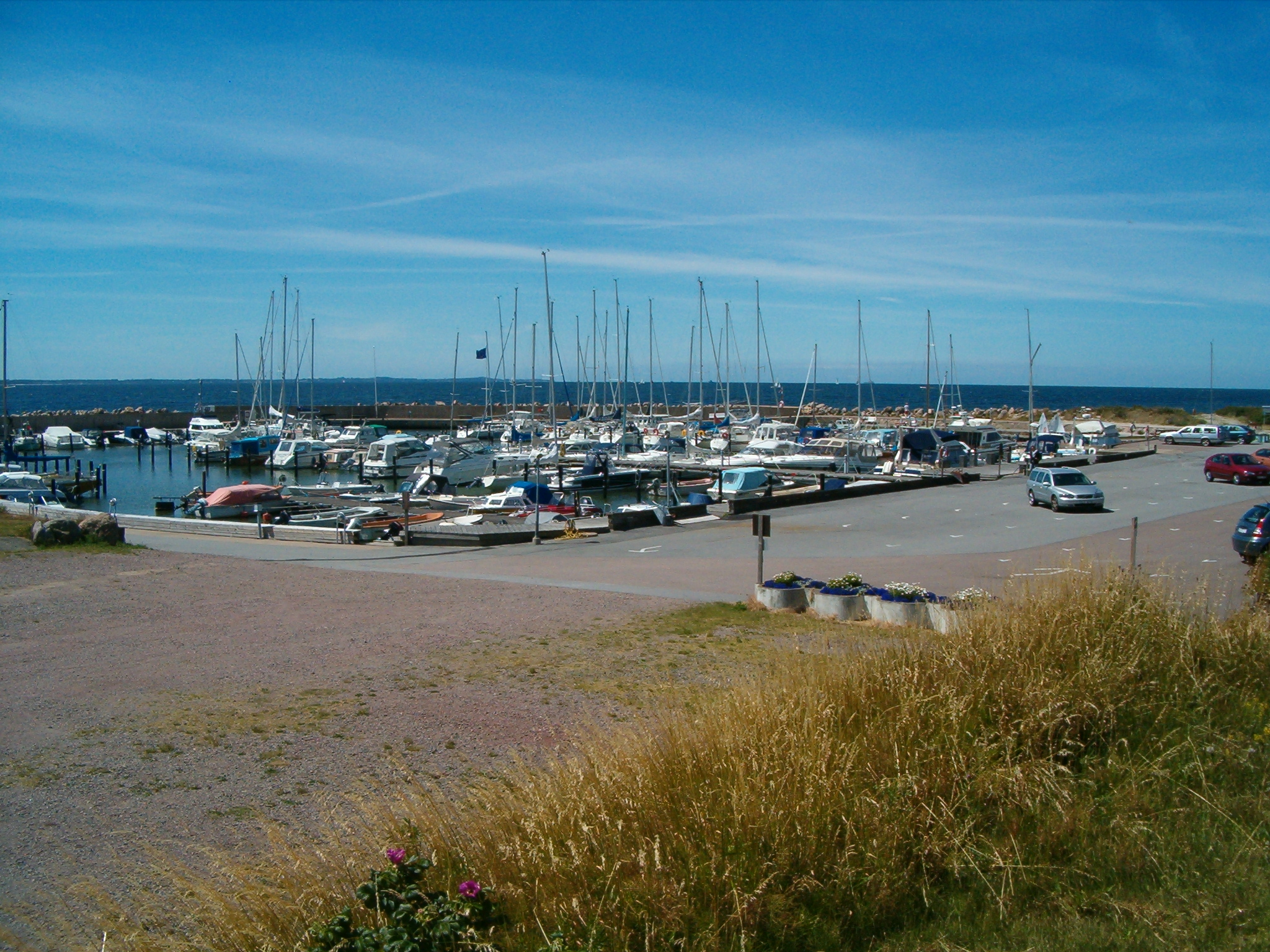
Småbåtshamnen
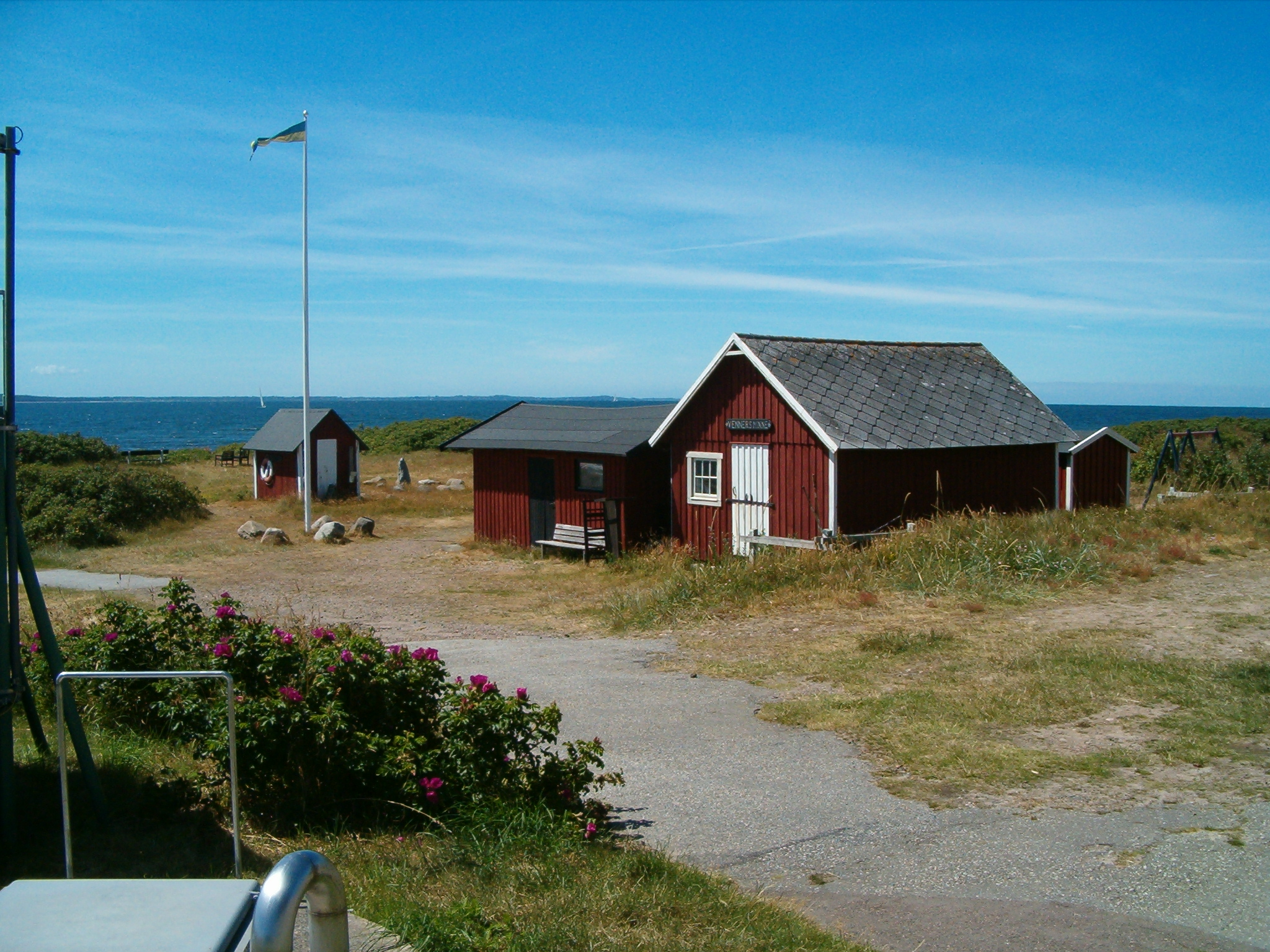
Strandbodar vid Norra bryggan
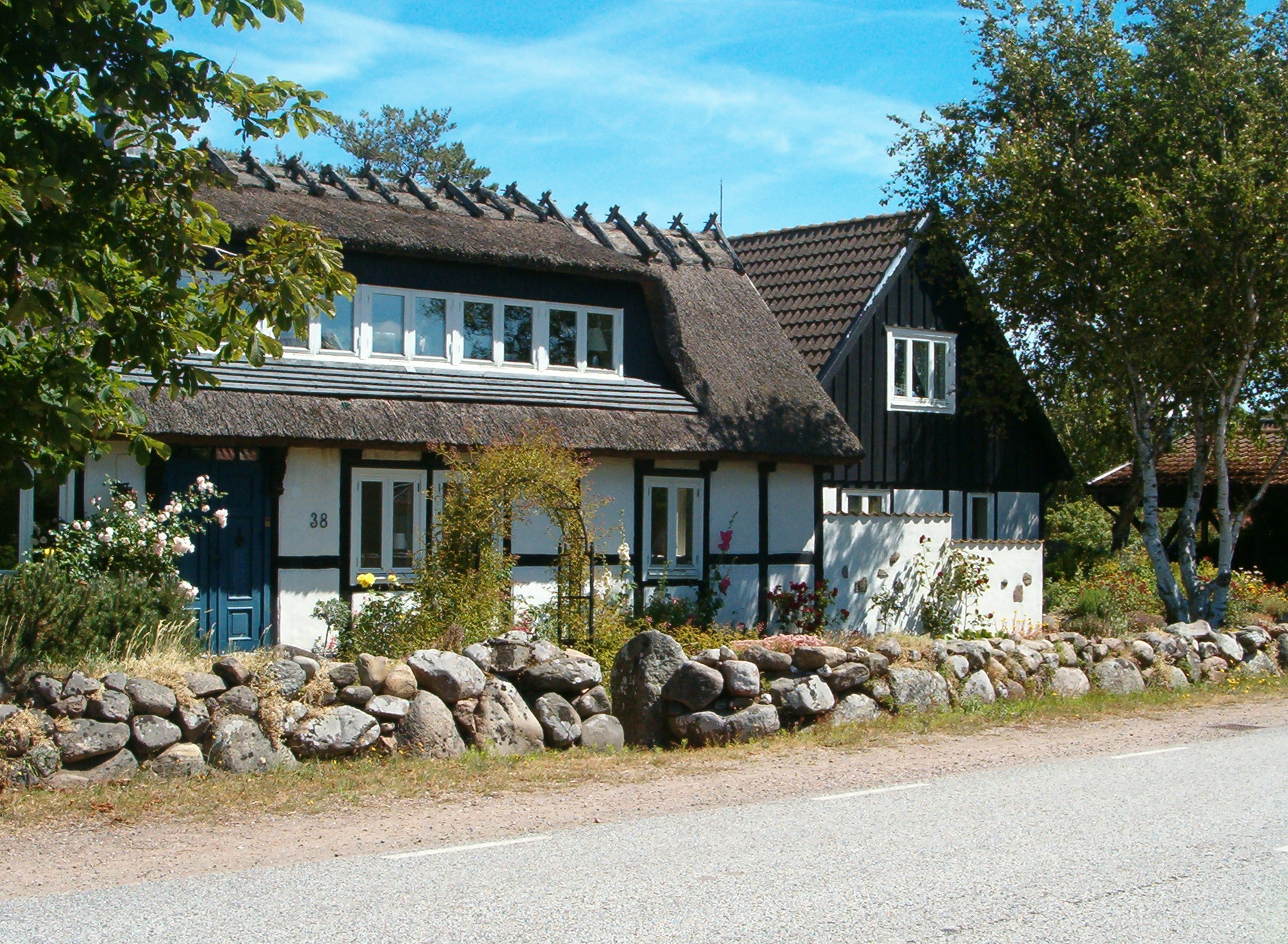
Korsvirkeshus vid Bygatan
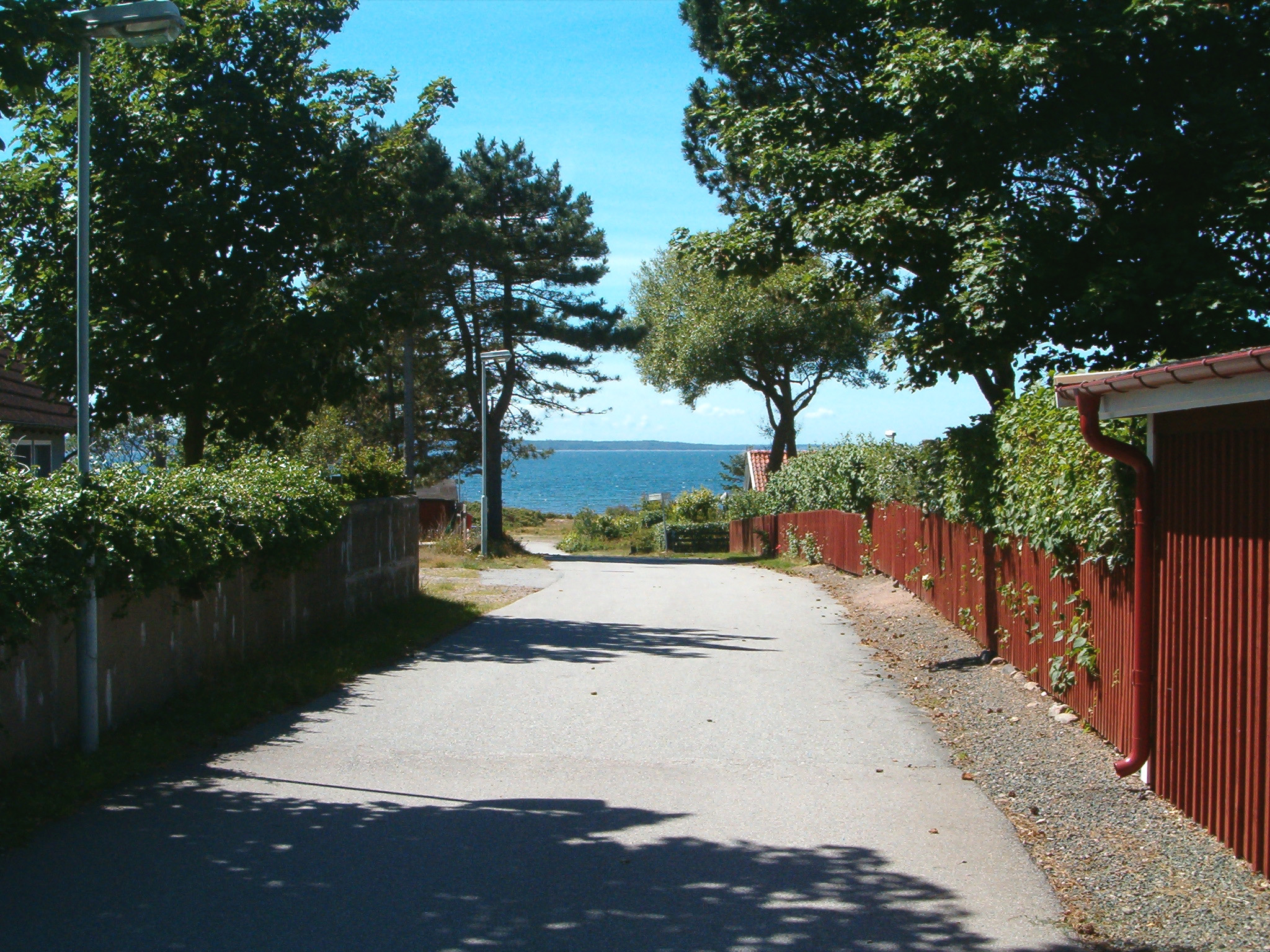
Gata ner mot stranden, Göran Wittings väg
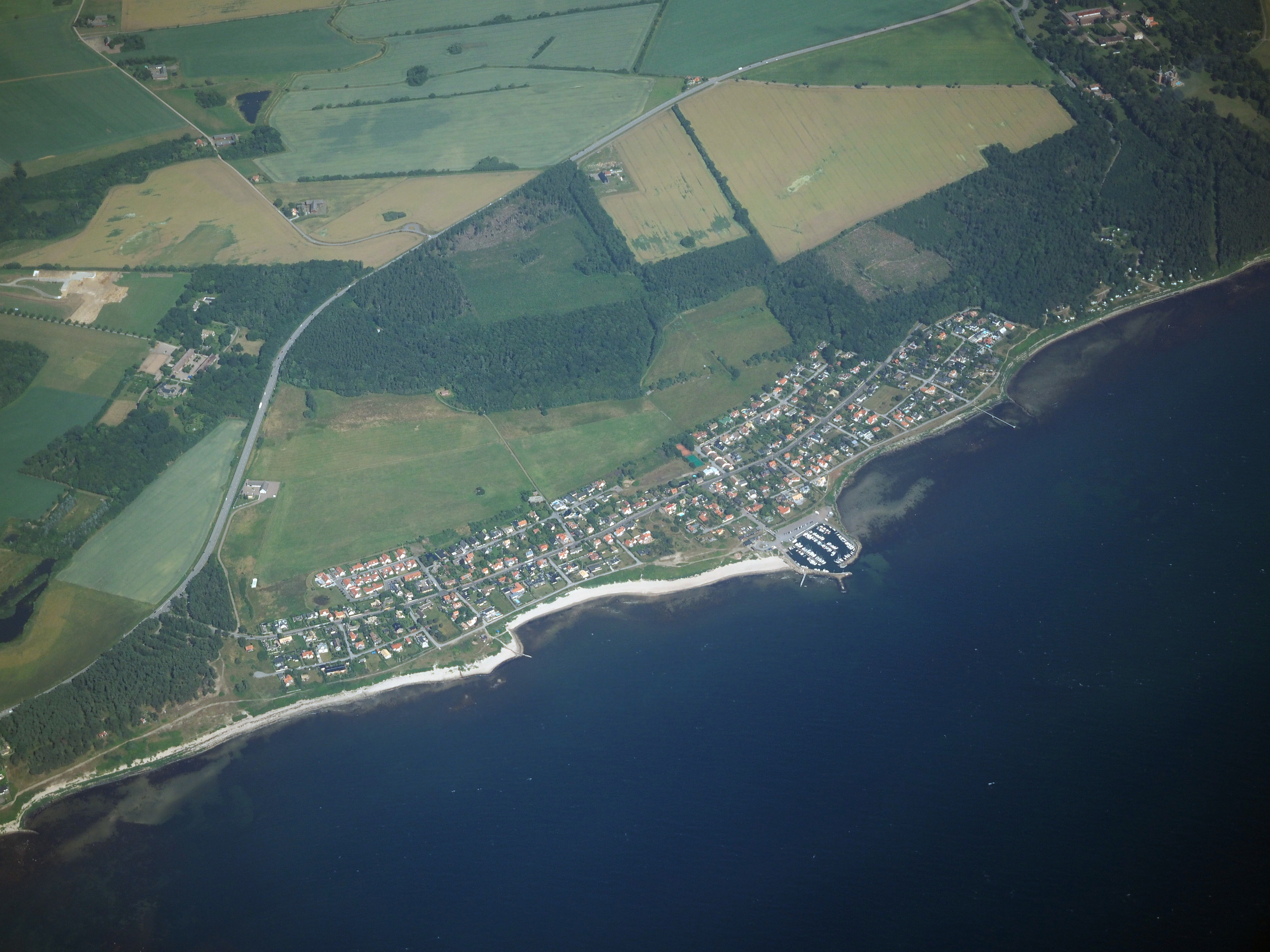
Flygfoto